# Susaye Greene

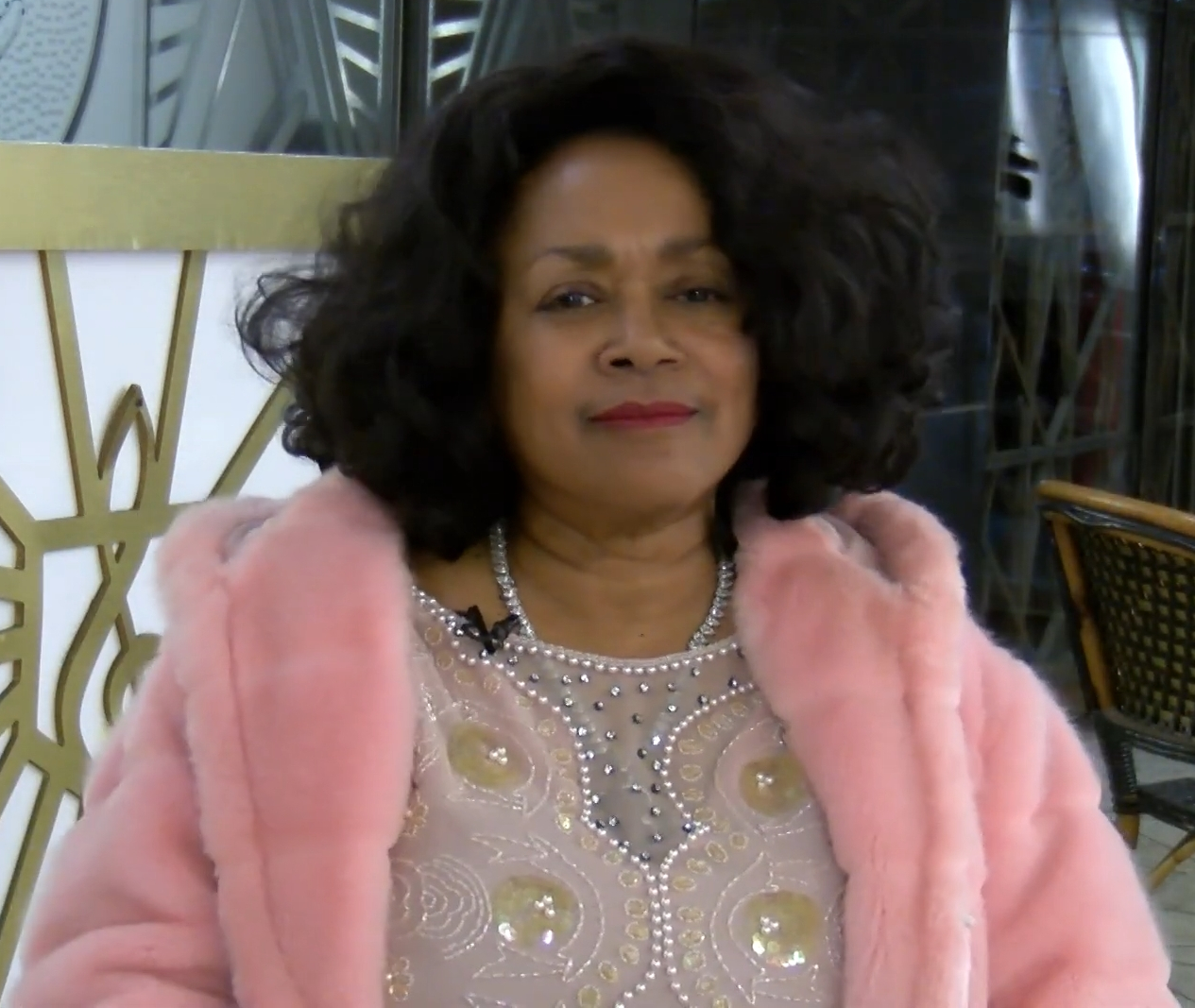
Susaye Greene (2019)

Susaye Greene (* 13. September 1949 in Houston, Texas) ist eine US-amerikanische Soulsängerin und Songschreiberin, die zwischen 1976 und 1977 als Mitglied der Motown-Girlgroup The Supremes in der Endphase des Trios kurzzeitig berühmt wurde. Greene übernahm in dieser Zeit hauptsächlich die Leadstimme und erhielt im Nachhinein den Spitznamen The Last Supreme.

## Biografie
Susaye Greenes Mutter Viviane Greene war eine US-amerikanische Rhythm-&-Blues- und Jazzpianistin und Sängerin. Greene besuchte die High School of Performing Arts in New York City und trat früh in ihrer Karriere in verschiedenen Werbespots auf. Bereits 1967 nahm sie mit That’s the Way My Love Is eine erste, kaum beachtete Single für das Label Tru-Glo-Town auf. Sie war darüber hinaus eine Zeitlang Mitglied bei der von Ray Charles initiierten Girlgroup The Raelettes und später auch bei der Backgroundgruppe von Stevie Wonder, Wonderlove. Außerdem sang sie 1973 die Leadstimme als Gastsängerin im Hit Until It's Time for You to Go von New Birth, der Platz 97 in den US-Single- und Platz 21 in den R&B-Charts erreichte.
Greene war von Anfang 1976 bis zum Sommer 1977 neben Mary Wilson und Scherrie Payne Mitglied der Supremes. Sie übernahm den Platz von Cindy Birdsong, die die Gruppe bereits zum zweiten Mal verlassen hatte. Greene sang auf den letzten beiden offiziellen Studioalben der Supremes, High Energy und Mary, Scherrie & Susaye, die beide 1976 veröffentlicht wurden und vom Disco-Sound jener Jahre dominiert wurden. Am 12. Juni 1977 gaben die Supremes ihr Abschiedskonzert im Londoner Drury Lane Theater und lösten sich auf. Fast zur gleichen Zeit gelang Greene als Songschreiberin ein internationaler Hit mit der Ballade Free, den sie mit Deniece Williams, Hank Redd und Nathan Watts geschrieben hatte. Williams sang das Lied und erreichte damit im Mai 1977 den ersten Platz der britischen Charts. Coverversionen von Will Downing, Debelah Morgan und Chanté Moore erreichten in den 1980er und 1990er Jahren ebenfalls die Charts. Greene schrieb weitere Lieder für andere Künstler, darunter mit Stevie Wonder I Can't Help It für Michael Jacksons über 20 Millionen Mal verkauftes Album Off the Wall.
Nach dem Ende der Supremes gründete Greene mit Scherrie Payne das kurzlebige Duo Scherrie & Susaye, das 1979 nur ein Album für Motown veröffentlichte. Im Gegensatz zu ihrer Zeit bei den Supremes waren Greene und Payne nicht nur als Sängerinnen gleichberechtigt beteiligt, sondern auch am Songwriting. Außerdem fungierten beide als ausführende Produzentinnen. Anfang 1980 präsentierten sie ein Lied der LP in der seinerzeit sehr beliebten Talkshow The Mike Douglas Show.
Während einer Tournee in Großbritannien mit Stevie Wonder lernte Greene 1984 ihren späteren Ehemann kennen und ließ sich in London nieder. In der Folge versuchte sie sich wieder als Solistin. Anfang der 1990er Jahre stand sie kurzzeitig beim britischen Label Motorcity Records, das sich auf ehemalige Motown-Künstlern spezialisiert hatte, unter Vertrag. Dort veröffentlichte sie zwei Singles.
Um die Jahrhundertwende kehrte Greene in die Staaten zurück. 2002 veröffentlichte sie ihr erstes Soloalbum No Fear Here. Den größten Teil des Albums schrieb sie selbst. 2005 folgte ein zweites Soloalbum, Brave New Shoes.
Im Oktober 2017 wurde Greene neben Scherrie Payne und Joyce Vincent Wilson Mitglied der Former Ladies of the Supremes. Die Mitte der 1980er Jahre gegründete Band besteht aus wechselnden, hauptsächlich ehemaligen Supremes-Mitgliedern, die aber nicht unter dem offiziellen Gruppennamen auftreten darf, da die Rechte bei Motown liegen.

## Privat
Greene war Anfang der 1970er Jahre für wenige Wochen mit dem Soulmusiker Leon Ware verheiratet.

## Diskografie

### Alben
- 2002: No Fear Here (Dollface)
- 2005: Brave New Shoes (Dollface)
- 2008: Christmas Wonderland (EP) (Dollface)